# Чудновский, Самуил Гдальевич
Самуил Гдальевич Чудновский (25 февраля 1889, Бердичев — 13 августа 1937) — сотрудник советских спецслужб, известен участием в расстреле Верховного правителя России адмирала А. В. Колчака.

## Биография
Родился в 1889 году в Бердичеве в еврейской семье, отец был сапожником. Окончил Херсонскую мужскую гимназию. Вместе с Троцким Л. Д.и другими профессиональными революционерами весной 1917 года прибыл из Нью-Йорка в революционный Петроград. В 1917 году вступил в РСДРП(б). Член Киевского комитета партии. В мае 1918 года — на военно-снабженческой работе в Поволжье, затем был командирован в Забайкалье командиром отряда бронеавтомобилей. В июне 1918 во время свержения советской власти в Сибири был взят в плен в Енисейске, в составе делегации Центросибири по переговорам с чехословаками, пытавшейся водным путем пробраться в Иркутск. Находился в заключении в красноярской и иркутской тюрьмах. В декабре 1919 года, с переходом власти в Иркутске к Политцентру, был освобожден из тюрьмы.
Возглавлял чрезвычайную следственную комиссию, допрашивавшую А. В. Колчака. 7 февраля 1920 года вместе с комендантом города И. Н. Бурсаком с отрядом дружинников — левых эсеров принимал участие в расстреле А. В. Колчака и В. Н. Пепеляева. Чудновский осуществлял общее руководство казнью, Бурсак непосредственно командовал расстрельной командой.
17 февраля Чудновский стал председателем вновь созданной Иркутской губернской ЧК. В апреле 1920 доставил поездом в Омск арестованных министров правительства Колчака.
Был председателем Томской ГубЧК. В результате конфликта с томским губкомом РКП(б) в первой половине мая 1920 год сначала президиум, а затем пленум Томского губернского комитета РКП(б) вынесли постановление об отзыве Чудновского из губЧК «как не проявившего должной активности и не имеющего определённой линии поведения». Сибирское бюро ЦК РКП(б) сочло за лучшее санкционировать отзыв Чудновского.

### По окончании Гражданской войны
Был председателем Ленинградского областного суда (1922), Уральского областного суда (Свердловск, 1933), Обь-Иртышского областного суда (Омск, 1934).
С марта 1935 по март 1937 был председателем Ленинградского областного суда. Проживал в Ленинграде в так называемом Доме Ленсовета (наб.реки Карповки, д. 13, кв. 16).

### Арест и смерть
Был арестован 14 марта 1937 года. Обвинялся в контрреволюционной деятельности и совершении терактов. В августе 1937 г. был включен в список лиц, подлежащих суду ВКВС СССР, с резолюцией «За», подписанной Сталиным И. В., Молотовым В. М. и Кагановичем Л. М..
Расстрелян 13 августа 1937 г. Место захоронения — Москва, Донское кладбище. Реабилитирован 5 сентября 1957 г. определением ВКВС СССР.

## Сочинения
- Чудновский С. Конец Колчака. — в книге: Годы огневые, годы боевые. Сб. воспом. Иркутск, 1961.